# Sellbach (Bieber)
Der Sellbach ist ein rechter Zufluss der Bieber im Main-Kinzig-Kreis im hessischen Spessart.

## Geographie

### Verlauf
Der Sellbach entspringt südwestlich von Villbach im Sallbachsgrund am Fuße des Kiesgesbergs (520 m). Er fließt in südliche Richtung, unterquert die Bundesstraße 276 und mündet östlich von Röhrig von rechts in die Bieber.

### Flusssystem Kinzig
- Liste der Fließgewässer im Flusssystem Kinzig (Main)

## Einzelnachweise

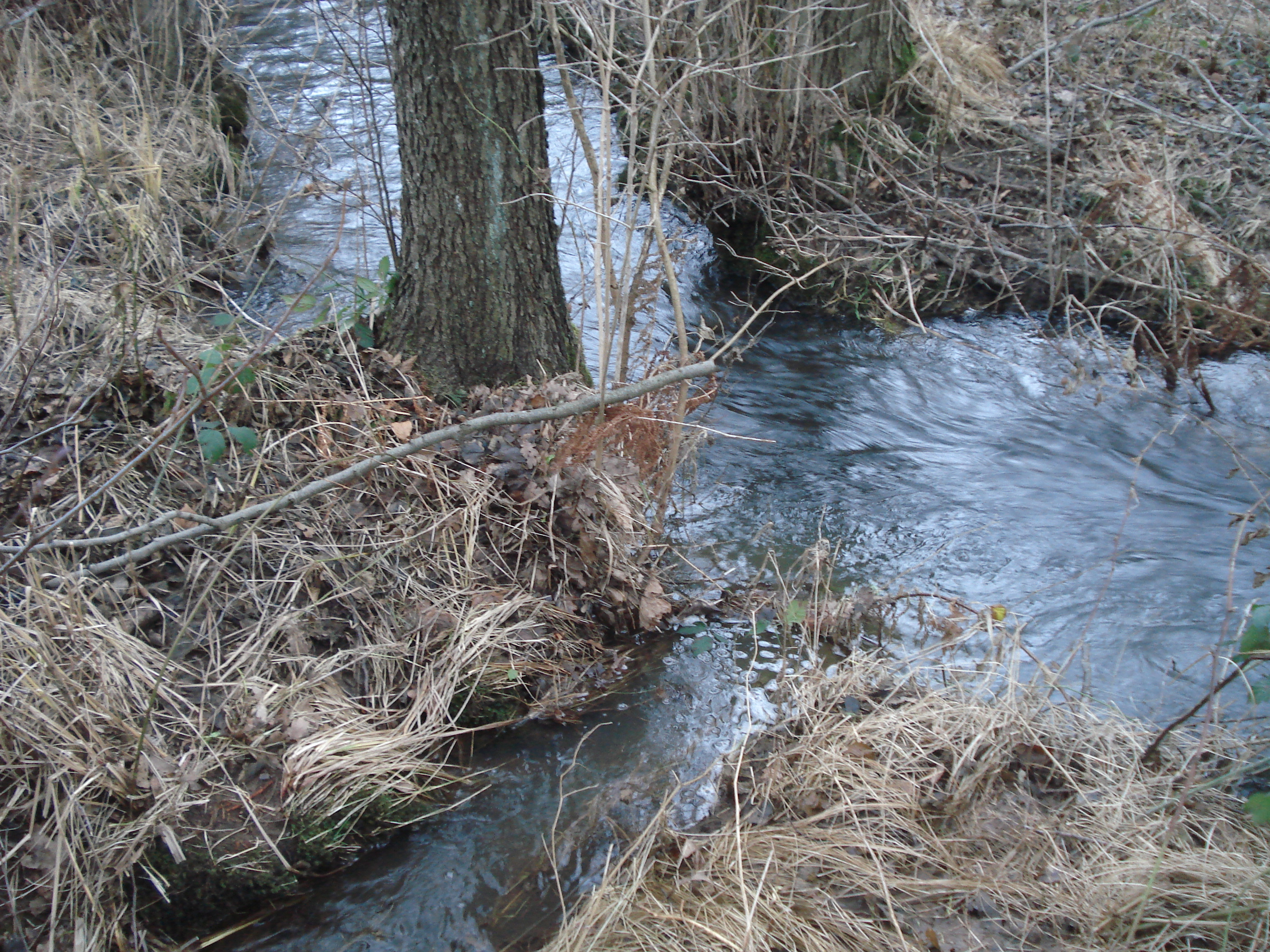
Der Sellbach (vorne links) mündet in die Bieber (von hinten links nach rechts)